# Т-38
Т-38 — радянський малий плавучий танк (в документах деколи згадується як танкетка). Ця бойова машина була розроблена у 1936 році на основі танка Т-37А і по суті була його покращеною версією. В ході масового виробництва з 1936 по 1939 рік було випущено 1340 Т-38. В Робочо-Селянській Червоній армії вони передбачались для задач зв'язку, розвідки і бойової охорони частин на марші, а також безпосередньої підтримки піхоти на полі битви. Т-38 масово використовувались у часи Польського походу РСЧА 1939 року, Радянсько-фінської війни 1939–1940 років і в боях початкового періоду Німецько-радянської війни. Поодинокі вцілілі танки цього типу воювали на фронті аж до 1944 року включно, а в тилових навчальних частинах і підрозділах вони застосовувалися аж до закінчення війни.

## Історія створення
Плаваючий танк Т-37А, прийнятий на озброєння РСЧА в 1932 році і серійно виготовлявся з 1933 року, став першою масовою радянською бойовою машиною цього типу. Однак вже перший досвід військової експлуатації показав його численні недоліки — слабкі захищеність й озброєння (наслідок плавучої здібності), ненадійність трансмісії і ходової частини, недостатню плавучість, а також малий запас ходу. Як результат, КБ заводу № 37, що займалося розробкою плавучих танків, отримало доручення на створення нового танка на базі Т-37А, позбавленого найістотніших його недоліків. Головним конструктором нової машини став Микола Олександрович Астров, що мав на той час досвід у розробці дослідного плаваючого танка ПТ-1 і модернізації серійних Т-37А.
Роботи над проєктом танка під заводським індексом «09А» почалися в кінці 1934 року, а вже в червні наступного дослідний зразок машини, що отримала на той час армійське позначення Т-38, був переданий на державні випробування. Компонування нового танка залишилася в цілому колишнім, але башта тепер розташовувалася на лівій половині корпусу, а робоче місце механіка-водія — на правій. Т-38 мав аналогічну своєму попередникові форму броньового корпусу, але став значно ширше і нижче. Башта була запозичена у Т-37А без значних змін. Доопрацювання зазнали також трансмісія й конструкція візків підвіски.
Попри всі ці поліпшення, на випробуваннях новий танк знову показав низьку надійність, регулярно ламаючись і більше простоюючи в ремонті, ніж проходячи випробування. Тим не менш Т-38 явно перевершував свого попередника і за результатами тривали до зими 1935 випробувань 29 лютого 1936 був все ж прийнятий на озброєння з незначними доробками.
Ходова частина танка стосовно кожного борту складалася з двох візків по два опорних котки на кожен. Підвіска — блокована, на пружинних ресорах. Привідне колесо — переднього розташування. В цілому ходова частина була подібна танку Т-37А. За своїми основними показниками танк Т-38 був взагалі близький до танка Т-37, проте заміна диференціала бортовими фрикціонами і відбір потужності на гребний гвинт через спеціальний редуктор істотно підвищили маневрені якості танка.
У дослідному порядку був побудований танк Т-38М1 з підвіскою легкого напівброньованого тягача «Комсомолець». А от варіант Т-38М2 з двигуном ГАЗ-М1 потужністю 50 л. с. вироблявся серійно. З метою посилення озброєння танка на нього намагалися встановити 20-мм автоматичну гармату ТНШ-20. Однак стандартна башта виявилася занадто тісною для цієї артсистеми.
На базі агрегатів Т-37 і Т-38 були побудовані також два зразки самохідних артустановок з 45-мм гарматами. У 1936 і 1937 роках на заводі № 37 було випущено 1228 танків, потім була річна перерва, а в 1939 році зі стін заводу вийшли ще 112 машин. Однак ще до заводу імені Орджонікідзе Т-38 почав випускати ГАЗ — в 1935 році він виготовив 36 танків цього типу. Остання обставина, мабуть, і підштовхнуло «горьковчан» на створення своєї амфібії — «в піку» Т-38. Ця ідея втілилася в танку ТМ («Танк Молотова»), створеного на базі Т-37. Танк був набагато довший: замість двох візків опорних котків встановили три. Найбільш же важливою його особливістю була наявність двох двигунів ГАЗ-М1, встановлених паралельно. Оскільки ТМ не мав ніяких істотних переваг перед Т-38, то серійно його не випускали.
Малі танки Т-38 надходили на укомплектування розвідувальних підрозділів і складалися в штаті механізованого корпусу (67 машин), механізованого полку (30 машин), танкових батальйонів стрілецьких дивізій і розвідроти окремих танкових бригад. Машини застосовувалися в бойових діях під час походу в Західну Україну та Білорусь, в період війни з Фінляндією і в початковий період Німецько-радянської війни. Т-38-і Т-37 застосовувалися для проведення різних експериментів, серед яких найцікавіші — це підвіска танків під бомбардувальником ТБ-3 і десантування їх посадковим способом. Крім того, на Ведмежих озерах під Москвою було здійснено скид танка Т-37А з ТБ-3 на воду. Танк, вдало приводнився, затонув через те, що оглядові щілини не було герметизовано.

## Особливості конструкції
Танк мав частково зварний, частково клепаний корпус. Додаткових поплавців, як на Т-37А, не було. Башта циліндрової форми була зміщена до лівого борту. Кулемет ДТ (боєкомплект 1512 патронів) встановлювався в кульовій установці. Командир танка розміщувався зліва на сидінні мотоциклетного типу, регульованому по висоті, механік-водій — справа. Двигун ГАЗ- АА був встановлений ззаду уздовж осі танка. Трансмісія складалася із зчеплення, чотиришвидкісної коробки передач, карданного валу, головної передачі, бортових фрикціонів з гальмами і бортових передач.
Частина машин була оснащена радіостанцією 71-ТК-1 з поручневою антеною, що кріпилася по периметру корпусу.
Після прийняття танка Т-38 на озброєння, його творці очікували маси хвалебних відгуків із військ. Але надарма! Уже в ході великих маневрів літа 1937 р. з'ясувалося, що новий танк практично нічим (у бойовому відношенні) не відрізняється від Т-37, крім вартості, що, природно, стала більше. Мала водотоннажність не дозволяла перевозити на його броні через водні перешкоди навіть двох піхотинців. Перевантаження в 120–150 кг приводило до запліскування хвилі, що набігає, у люки танка, при виконанні яких завгодно маневрів на воді. Підсумок завжди був незмінним. Танк тонув.
Та й без десанту Т-38 мав більші шанси потонути у випадку скидання газу під час ходу на максимальній швидкості (танк сильно «клював носом»), при спробі зробити повороти на високій швидкості ходу, або якщо вода не була ідеально спокійною (спостерігався значний крен і хитавиця при виправленні рулями), при включенні реверса гвинта для екстреної зупинки танка, а також при вході у воду й виході з її на малі берегові крутості.
Щоб поліпшити морехідні якості Т-38, у тому числі для перевезення десанту, на нього в частинах за рекомендацією АБТУ, в 1937-38 р. намагалися встановлювати поплавці, зняті з ремонтних, або списаних Т-37, але авторитету бойовій машині вони, зрозуміло, не додавали, тому що погіршували прохідність і гальмували танк на плаву.
При русі посуху танк теж не відповідав зрослим вимогам і на марші поводився анітрошки не краще «застарілого» Т-37 через більшу схильність гусениць до спадання на поворотах. Прохідність танка по нерівній місцевості була недостатньою, ефективність підвіски — ніяка, а про маневреність на м'якому ґрунті взагалі говорити уникали. Через недостатню питому потужність двигуна танк не міг нормально експлуатуватися поза дорогами, а недостатня ефективність охолодження двигуна привела до того, що майже половина танків Т-38, що брали участь у літніх навчаннях 1937 р. (19 шт. з 31), під час маршу при температурі повітря 27-29°С, вийшли з ладу від перегріву двигуна, причому 11 танків вимагали великого ремонту аж до повної заміни силового агрегату.
Невтішні підсумки літніх маневрів привели до того, що восени 1937 р. танк був оголошений небоєздатним, його виробництво було обмежено а на заводі почали працювати спецкомісія НКВС. Тоді ж КБ заводу № 37 одержало завдання провести доробку конструкції танка з метою усунення відзначених дефектів і поліпшення бойових можливостей.

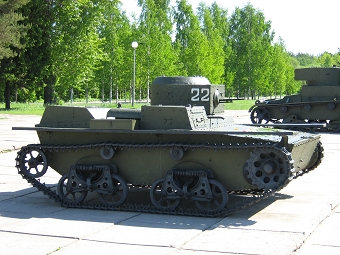
T-38 в музеї «Прорив блокади Ленінграду»

Проведені проєктні роботи привели до появи навесні 1938 р. двох зразків танка Т-38М (Т-38М-1 і Т-38М-2). Від своїх попередників танки відрізнялися установкою двигуна ГАЗ М-1 потужністю 50 л.с. замість ГАЗ АА потужністю 40 л.с.; трансмісією від гусеничного тягача «Комсомолець» (крім бортових передач). Від «Комсомольця» запозичилися також ведуче колесо з 8-12 отворами в диску (в 1937 р. більша частина що випускають Т-38 мали ведуче колесо з 4 отворами) і візка підвіски. Далі був збільшений перетин воздухо-притоків, установлені металеві крила замість дерев'яних, а також уведений новий гусеничний ланцюг з підвищеним пером і посиленим пальцем. Досить корисно було також введення другого поста керування в командира танка, тому що це допомагало вивести танк із бою у випадку загибелі водія.
Між собою танки Т-38М-1 і Т-38М-2 відрізнялися незначно. Т-38М-1 мав на 100-мм збільшений (у порівнянні з Т-38) борт (що збільшувало його водотоннажність на 600 кг), його лінивець був опущений на 130 мм для зменшення поздовжніх коливань, також він був оснащений полегшеною радіостанцією. Борт танка Т-38М-2 був піднятий на 75 мм, що давало приріст водотоннажності лише на 450 кг, але лінивець у ньому розташовувався на колишнім місці. Візка підвіски використалися від «Комсомольця» без переробок.
Випробування танків проводилися за новою методикою, спеціально розробленої АБТУ, стосовно до бойової служби танків у воєнний час. Основою випробувань був тривалий пробіг тривалістю 3-4 дні (не менш 10-12 годин щоденного невпинного руху) з одноденною перервою для техогляду й виробництва відбудовних робіт. Причому ремонт дозволялося робити тільки силами польових майстерень без залучення заводських фахівців. Далі слідував «майданчик» з перешкодами, тривале «купання» у воді з додатковим навантаженням, що імітувало піхотний десант, після чого танк вирушав на обстеження.
Загальний хід випробувань підтвердив принципову правильність основних змін конструкції — збільшення водотоннажності на 450–600 кг, застосування двигуна ГАЗ-MI, а також трансмісії й підвіски «Комсомольця». Але в ході випробувань у танках знову виявилися численні дрібні дефекти. М. Астров був відсторонений від робіт і протягом двох місяців був змушений займатися утомливою виправдувальною писаниною. Однак незабаром він був повернутий у КБ, а із січня 1939 р. був прийнятий на озброєння танк Т-38М.
Т-38М серійний обр. 1939 р. трохи відрізнявся від обох прототипів, виявляючи собою як би результат їх «між-породного спарювання». По ходовій частині він був подібний Т-38М-2, але ніс корпус, по типі Т-38М-1, оснащений радіостанцією. Візка танка залишилися по типі таких від «Комсомольця», але були посилені й спеціально пристосовані для використання гусеничного ланцюга зі збільшеним пером. Крім того, танк одержав башту поліпшеної конструкції з «броньовими оглядовими приладами». Змінене компонування дозволило розмістити на танку більший боєкомплект до кулемета й два маленьких вогнегасники (колись вогнегасників усередині бойового відділення Т-37 і Т-38 не були).
Уже в ході підготовки серійного виробництва Т-38М, у грудні 1938 р. АБТУ висунуло вимогу по посиленню його озброєння за рахунок установки у башті крупнокаліберного кулемета. Це завдання через завантаження заводу і його КБ було виконано тільки до лету 1939 р., але виготовлений дослідний зразок звареної конічної башти для Т-38М с кулеметом ДК на танк не встановлювався та не був випробуваним, він планувався для передачі АХО НКВС, але незабаром після виготовлення був розрізаний на метал.
Серійне виробництво Т-38М повинне було початися з лютого 1939 р., але на всякі узгодження із НКО й переписку із НКВС пішло багато часу, тому до кінця року було випущено не більше 15 танків (перше замовлення нараховувало саме 15 танків, але повністю він не виконаний. У цей час більше, або менш установлена доля 8 танків Т-38М серійний і трьох прототипів), які використалися як … навчальні машини, тому що мали другий пост керування й були невибагливі в експлуатації. А для озброєння РСЧА АБТУ влітку 1939 р. зорієнтувалося на танк Т-40, серійне виробництво якого повинне було початися на початку наступного року.
Тепер про Т-38 з 20-мм гарматою. Твердження, що «…перед початком війни Т-38М2 стали модернізувати, установлюючи в подовженій масці стандартної башти спарену з кулеметом ДТ танкову гармату ТНШ-20 калібром 20-мм» абсолютно невірно. Перші зразки ТНШ з'явилися тільки до кінця вересня 1941 р. (а офіційно гармата була прийнята на озброєння аж 1 грудня 1941 р.!), коли всі Т-38 М и навіть куди більше масові Т-38 минулого, переважно, загублені. Один екземпляр танка Т-38, що був у розпорядженні НКО, був збройний в ОКБ-15 гарматою ТНШ (що тоді ще йменувалося «Швак-танкова») на початку жовтня 1941 р. і під індексом Т-38Ш (Ш — від «ШВАК») був відправлений на випробування, разом з танками Т-40Ш и Т-60Ш у Кубинці. Однак під час випробувань гармата, що стояла в ньому, вийшла з ладу. Танк був знятий з випробувань, після чого, вирушив прямим ходом на склад (тим більше, що головний фрикціон, у ньому також вийшов з ладу). Цей танк напевно не брав участь у бойових діях, тому що в 1943, 1944 й 1945 р. він значився на зберіганні в розпорядженні ОГК НКТП, як несправний дослідний зразок. Невідомо, скільки Т-38 було переозброєно таким чином, але гармат для нього восени 1941 р. було заготовлено аж дві штуки!
Так що, єдиною достовірною діорамою з використанням моделі Т-38Ш, може служити «танк Т-38 у дворі Центрального Музею Збройних Сил».

## Основні модифікації малого плаваючого танка Т-38

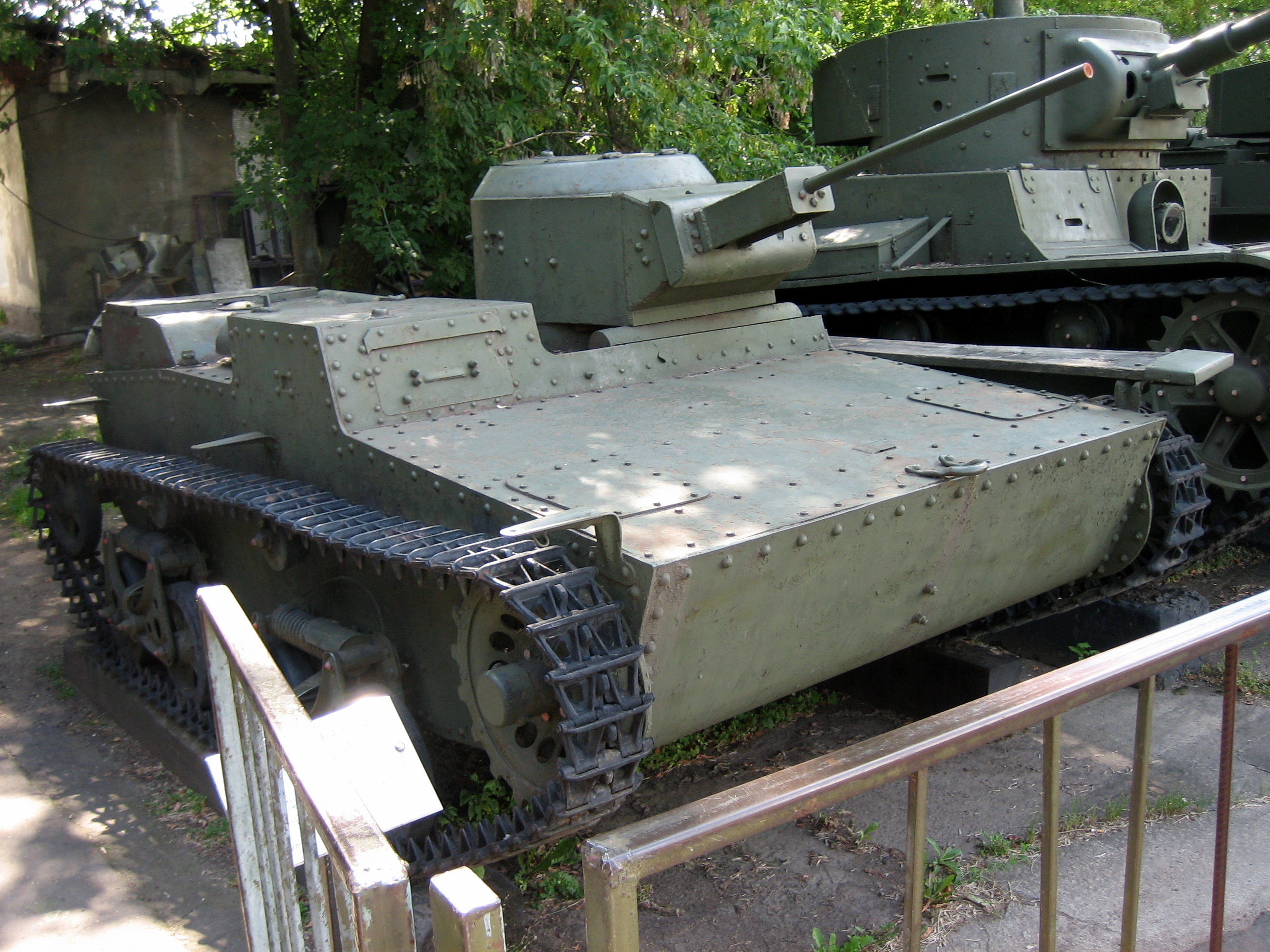
Модифікація Т-38 з 20-мм автоматичною гарматою ТНШ-20

- Т-38 (1936–1937, 1939 рр.) — лінійний танк, озброєння: кулемет ДТ, випущено 1217 машин.
- СУ-45 (1936 р.) — самохідна артустановка, озброєння: 45-мм протитанкова гармата зразка 1932 г, і кулемет ДТ, випущений дослідний зразок.
- Т-38РТ (1937 р.) — танк з радіостанцією 71-ТК-1, озброєння: кулемет ДТ, випущено 165 машин.
- ВІД-38 (1937 р.) — хімічний (вогнеметний) танк, озброєння: кулемет ДТ і вогнеметна установка КС-40, випущені дослідні зразки.
- Т-38М (1937 р.) — лінійний танк, озброєння: 20-мм автоматична гармата ТНШ-20 (Т-38Ш) або кулемет ДТ.
- Т-38М-2 (1938 р.) — лінійний танк, модернізований танк Т-38 з двигуном ГАЗ М1 потужністю 50 к. с. і покращуваною ходовою частиною, озброєння: кулемет ДТ.
- Т-38-ТТ (1939–1940 рр.) — телемеханічна група танків, склад: телетанк, озброєння: кулемет ДТ і вогнеметна установка КС-61Т; танк управління, озброєння: кулемет ДТ.